# BT BCFm 2/4
Die BCFm 2/4 der Bodensee-Toggenburg-Bahn (BT) waren zwei vierachsige Triebwagen mit Benzinmotor.

## Geschichte
In den 1920er-Jahren versuchten verschiedene Bahnen, ihren Betrieb mit Triebwagen zu rationalisieren. Die BT setzte im Dezember 1925 versuchsweise einen deutschen Benzintriebwagen ein. Im Unterschied zu einer Dampflokomotive konnte ein solches Fahrzeug von einem einzigen Mann bedient werden.
Der Versuch befriedigte und es lag eine Offerte von 300'000 Franken für zwei Triebwagen von der Schweizerischen Lokomotiv- und Maschinenfabrik (SLM) und der Schweizerischen Industrie-Gesellschaft (SIG) vor.  Am 3. April 1926 bestellte der Verwaltungsrat der BT zwei so genannte Benzinmotorwagen, deren Wagenkästen von der SIG in Neuhausen gebaut wurden. Die Fahrgestelle und Motoren stammten von der SLM in Winterthur. 1929 erhielt auch die benachbarte schmalspurige Appenzeller Bahn ähnliche BCFm 2/4.

## Technisches
Der Triebwagen besass zwei Drehgestelle, wobei jeweils die äussere Achse als Laufachse, die innere als Triebachse ausgebildet war (1A)(A1). Sie besassen ein vierstufiges mechanisches Getriebe der SLM.
Die Fahrzeuge erhielten je ein Personenabteil zweiter und dritter Klasse, ein Abort, ein Gepäckabteil und zwei Führerstände. Sie wirkten mit ihren Dachaufbauten für die Motorkühlung recht eigenartig. Mit ihrer bescheidenen Leistung von 180 PS eigneten sie sich nicht zum Ziehen von mehreren Wagen. Sie waren somit eher als Einzelfahrer konzipiert, besassen aber normale Zug und Stossvorrichtungen.
Die SLM Fabriknummern sind 3184 und 3185.

## Einsatz

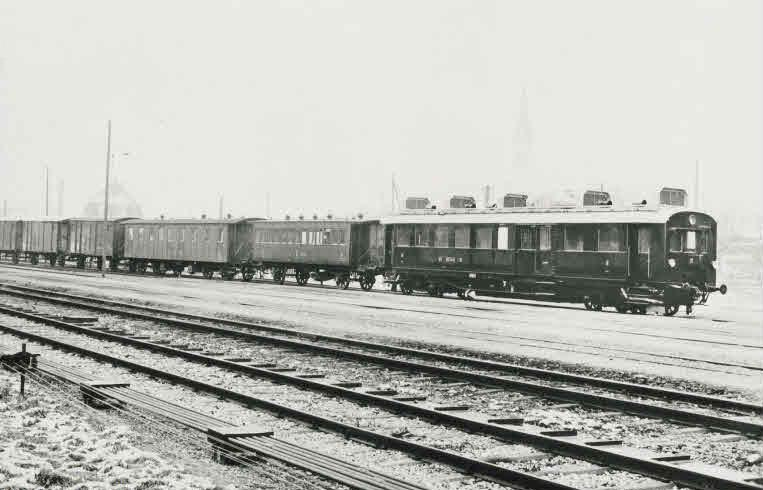
Benzin-Triebwagen BCFm 2/4 der Bodensee-Toggenburg-Bahn auf Probefahrt.

Die beiden Triebwagen ermöglichten eine Fahrplanverdichtung zwischen St. Gallen und Herisau. In verkehrsschwachen Zeiten gelangten sie zwischen Wattwil und Nesslau-Neu St. Johann und im Naturalausgleich auf benachbarten SBB-Stecken zum Einsatz.
Im Jahr  1929 legten die beiden Triebwagen 132'793 Kilometer zurück, was rund einem Viertel der gesamten Kilometer-Laufleistung aller BT-Triebfahrzeug in diesem Jahr entsprach. Davon 85'511 auf BT-Gleisen und 47'282 als Naturalausgleich auf SBB-Gleisen.
Die Elektrifikation machte die beiden Triebwagen bereits 1932 überflüssig. Motor und Antrieb wurden entfernt und die Fahrzeuge wurden als Personenwagen BCF4 weiterverwendet. Im Jahr 1954 erfolgte ein weiter Umbau zu BC 4ü und C 4ü, ab 3. Juni 1956 laute deren Bezeichnung AB 4ü 128 und B 4ü 328.